# ویتور هوگو (بازیکن فوتبال، زاده ۱۹۹۱)
ویتور هوگو فرانچسکولی دِ سوزا (پرتغالی: Vitor Hugo Franchescoli de Souza؛ زادهٔ ۲۰ مهٔ ۱۹۹۱) بازیکن فوتبال اهل برزیل است.
از باشگاه‌هایی که در آن بازی کرده‌است می‌توان به پالمیراس، و فیورنتینا اشاره کرد.